# Шеффер, Юлиус
Ю́лиус Ше́ффер (нем. Julius Schäffer; 3 июня 1882, Маркгрёнинген — 21 октября 1944, Вайльхайм) — немецкий ботаник и миколог. Известен своим вкладом в систематику пластинчатых грибов и открытием реакции, используемой в химическом тестировании грибов, впоследствии названной его именем.

## Биография
Юлиус Шеффер родился 3 июня 1882 года в городе Маркгрёнинген в Германии. Был старшим из четырёх детей в семье. В 1900 году он окончил Штутгартский университет. С 1906 по 1908 преподавал теологию, немецкий язык, географию и естественную историю в Ильзенбурге. 28 декабря 1912 года Юлиус женился на Лизель Шеффер.
Шеффер изобрёл реактив, используемый для определения видов грибов из рода Шампиньон: виды, окрашивающиеся в реактиве Шеффера в красно-оранжевый цвет, входят в секцию Flavescentes. В 1933 году Шеффер издал монографию, посвящённую сыроежкам Центральной Европы. В 1939 Шеффер с семьёй переехал в Диссен-ам-Аммерзее, где начал работать над систематикой рода Паутинник, познакомился с Майнхардом Мозером.
Осенью 1944 года Шеффер сильно отравился после употребления в пищу большого количества свинушек, в то время считавшихся хорошими съедобными грибами. У него началась рвота, диарея и лихорадка. Через 17 дней, 21 октября, Шеффер скончался в больнице в Вайльхайме от острой почечной недостаточности.

## Виды грибов, названные в честь Ю. Шеффера
- Agaricus schaefferianus Hlavácek 1987, nom. inval. [syn.  Agaricus urinascens (Jul.Schäff. & F.H.Møller) Singer 1951]
- Cortinarius schaefferi M.M.Moser 1951, nom. illeg. [syn.  Cortinarius schaefferanus (M.M.Moser) M.M.Moser 1967]
- Russula schaefferi Kärcher 1996
- Russula schaefferiana Niolle 1943
- Russula schaefferina Rawla & Sarwal 1983